# Frente Popular para la Liberación del Azawad
El Frente Popular para la Liberación de Azawad ( FPLA ) es un grupo rebelde tuareg formado en el norte de Malí durante la rebelión tuareg de 1990-1996 . 

## Historia
El movimiento nació a finales de 1991 de una escisión del Movimiento Popular para la Liberación de Azawad (MPLA). Incluye principalmente tuaregs de la tribu Chamanama, presente en las proximidades de Tombuctú, Gao y Menaka  y de Kel Ansar. Está liderado por Rhissa Ag Sidi Mohamed y su portavoz es Zeidan Ag Sidalamine . 
Unos meses después de su nacimiento, el FPLA se unió a los Movimientos y Frentes unificados del Azawad (MFUA) firmando el 11 de avril de 1992 , el Pacto Nacional con Bamako.